# Drvodelj
Drvodelj (izvirno srbsko Дрводељ) je naselje v Srbiji, ki upravno spada pod Občino Lebane; slednja pa je del Jablaniškega upravnega okraja.

## Demografija
V naselju, katerega izvirno (srbsko-cirilično) ime je Дрводељ, živi 76 polnoletnih prebivalcev, pri čemer je njihova povprečna starost 44,2 let (43,4 pri moških in 45,2 pri ženskah). Naselje ima 38 gospodinjstev, pri čemer je povprečno število članov na gospodinjstvo 2,50.
To naselje je popolnoma srbsko (glede na rezultate popisa iz leta 2002).
|  |

| Demografija | Demografija     | Demografija     |
| Leto        | Št. prebivalcev | Št. prebivalcev |
| ----------- | --------------- | --------------- |
|             |                 |                 |
|             |                 |                 |
|             |                 |                 |
|             |                 |                 |
| 1948        | 567             |                 |
| 1953        | 625             |                 |
| 1961        | 565             |                 |
| 1971        | 520             |                 |
| 1981        | 290             |                 |
| 1991        | 167             | 166             |
| 2002        | 100             | 95              |
|             |                 |                 |

| Etnična sestava po popisu iz leta 2002 | Etnična sestava po popisu iz leta 2002 | Etnična sestava po popisu iz leta 2002 | Etnična sestava po popisu iz leta 2002 | Etnična sestava po popisu iz leta 2002 |
| -------------------------------------- | -------------------------------------- | -------------------------------------- | -------------------------------------- | -------------------------------------- |
| Srbi                                   | Srbi                                   |                                        | 95                                     | 100,0%                                 |
| Neznano                                | Neznano                                |                                        | 0                                      | 0,0%                                   |